# Distretto di Bujant (Bajan-Ôlgij)
Il distretto di Bujant è uno dei quattordici distretti (sum) in cui è suddivisa la provincia del Bajan-Ôlgij, in Mongolia. Conta una popolazione di 2.514 abitanti (censimento 2009). 